# La Toya Jackson
La Toya Yvonne Jackson (Gary, Indiana, 1956. május 29. –) amerikai énekesnő; az ötödik testvér a Jackson családban, Michael Jackson egyik testvére.
Joseph és Katherine Jackson ötödik gyermekeként született. 1966-ban lett Jehova tanúja édesanyjával és testvéreivel együtt, térítettek is. Ma már nem követi a vallást.
1974-ben lépett fel először énekesként, amikor apja megszervezte, hogy a család műsorokat adjon Las Vegasban és más városokban. 1979-ben La Toya és két lánytestvére, Rebbie és Janet együttest alapítottak, ahogy fiútestvéreik a The Jackson 5-ot, de egyszer sem léptek fel és nem is adtak ki semmit, a csapat hamar feloszlott belső viták miatt. A lányok közül La Toya jelentetett meg elsőként albumot,  1980-ban, La Toya Jackson címmel.

## Karrierje
La Toya első kislemeze, az If You Feel the Funk kisebb sikert aratott, a top 40-be került az amerikai Billboard R&B-slágerlistán, maga az album azonban nem lett sikeres. Három ezt követő albuma sem hozott nagy áttörést, de 1984-ben Heart Don’t Lie című dala 56. lett a Billboard Hot 100 slágerlistán. 1985-ben megjelent Baby Sister című kislemeze szintén közepes siker lett Japánban, ahol egyike lett annak a három dalnak, amit „a kiemelkedő dalnak” járó díjjal jutalmaztak az 1986-os World Popular Song Festivalon. Egyik énekese volt a We Are the Worldnek, amelyet Michael Jackson és más sztárok adtak elő az éhező afrikaiak megsegítésére. A dal Grammy-díjat nyert „az év felvétele” kategóriában. La Toyának dalszerzőként is van egy Grammy-jelölése, a Reggae Nights című dalért, melyet Jimmy Cliffnek írt.
1988-ban megjelent La Toya című albuma hangzásvilágban eltérést jelentett a korábbi, poposabb hangzású albumoktól. Több dal producere a Full Force, illetve a Stock–Aitken–Waterman trió voltak. Ez volt La Toya első albuma, miután menedzsert váltott; apja helyett Jack Gordon lett a menedzsere, akihez 1989 szeptemberében férjhez is ment. La Toya állítása szerint Gordon durván bánt vele, kihasználta és ő kényszerítette többek közt arra, hogy azok közé álljon, akik pedofíliával vádolják Michael Jacksont, illetve arra is ő vette rá, hogy levetkőzzön a Playboy magazinnak kétszer is. Az első a Playboy történetének legsikeresebb száma volt, nyolcmillió példányban kelt el. La Toya 1994-ben egy Playboy-videófelvételben is szerepelt, a hírességek közül az egyik elsőként, később azonban kiderült, hogy eleinte ebbe nem akart beleegyezni, de Gordon megverte. Gordon hatására elidegenedett a családjától.
1991-ben megjelent önéletrajzi írása, a La Toya: Growing up in the Jackson Family erőteljesen kritizál több családtagot; apját, Josephet azzal vádolja, zaklatta őt és nővérét, Rebbie-t. Rebbie Jackson tagadta a vádakat. 1993-ban egy sajtótájékoztatón kijelentette, úgy gondolja, öccse, Michael valóban molesztált gyerekeket. Később, már válása után azt nyilatkozta, ezeket a szenzációhajhász nyilatkozatokat férje kényszerítésére tette. Ebben az időben megjelent albumai nem arattak sikert és minőségileg is egyre rosszabbak voltak. La Toya 1996-ban elvált Gordontól.
Jelenleg Los Angelesben és Las Vegasban él. A 2000-es években tervezi, hogy visszatér a zenei életbe, de új albuma, a Startin’ Over megjelenését évek óta halasztgatja. Egy kislemeze, a Just Wanna Dance kisebb sikert aratott. Jackson két valóságshow-ban szerepelt, az amerikai Armed and Famousban, ahol rendőrré képezték ki (2007) és a brit Celebrity Big Brotherben, amiben 2007-ben bátyja, Jermaine is szerepelt (2009).

## Diszkográfia

### Albumok
- La Toya Jackson (1980)
- My Special Love (1981)
- Heart Don’t Lie (1984
- Imagination (1986)
- La Toya (1988)
- Bad Girl (1989)
- No Relations (1991)
- Formidable (1992)
- From Nashville to You (1994)
- Stop in the Name of Love (1995)
- Startin’ Over (kiadatlan)

### Kislemezek
| - If You Feel the Funk (1980) - Night Time Lover (1980) - Stay the Night (1981) - I Don’t Want You to Go (1981) - Bet’cha Gonna Need My Lovin’ (1983) - Heart Don't Lie (1984) - Hot Potato (1984) - Private Joy (1984) - Baby Sister (1985) - He’s a Pretender (1986) - Imagination (Remix) (1986) - Oops, Oh No! (w/ Cerrone, 1986) - Yes, I’m Ready (w/ Jed, 1987) - (Ain’t Nobody Loves You) Like I Do (1987) - (Tell Me) She Means Nothing to You at All (1988) | - You’re Gonna Get Rocked! (1988) - Such a Wicked Love (1988) - You Blew (1988) - Bad Girl (1989) - Sexual Feeling (1990) - You and Me (1990) - Why Don’t You Want My Love? (1991) - Oops, Oh No! (Remix) (1991) - Sexbox (1991) - Let’s Rock the House (1992) - I Can’t Help Myself (1996) - Don’t Break My Heart (w/ Tom Beser, 1998) - Just Wanna Dance (2004) - Free the World (2005) - I Don’t Play That (2007) - Home (2009) |

### Videóklipek
- Heart Don’t Lie (1984)
- (Ain’t Nobody Loves You) Like I Do (1987)
- You’re Gonna Get Rocked! (1988)
- Bad Girl (1989)
- Home (2009)

## További információ
- La Toya Jackson az Internet Movie Database-ben (angolul)
- La Toya Jackson a Rotten Tomatoeson (angolul)
- Hivatalos weboldal Archiválva 2020. szeptember 6-i dátummal a Wayback Machine-ben